# Ali Sabah
Ali Sabah Adday al-Qaysi (arabisch علي صباح عداي القيسي; * 1. Januar 1977 in Bagdad), genannt Ali Sabah, ist ein irakischer Fußballschiedsrichter. 
Von 2009 bis 2023 stand Ali Sabah al-Qaysi insgesamt 15 Jahre lang auf der Liste der FIFA-Schiedsrichter und leitete internationale Fußballpartien, darunter mindestens 27 Spiele in der AFC Champions League.
Bei der Asienmeisterschaft 2019 in den Vereinigten Arabischen Emiraten leitete al-Qaysi ein Gruppenspiel. Zudem war er bei der U-23-Asienmeisterschaft 2016 in Katar, 2018 in China, 2020 in Thailand und 2022 in Usbekistan, beim Golfpokal 2023, im Arab Club Champions Cup, in der arabischen WM-Qualifikation für drei Weltmeisterschaften sowie bei diversen Qualifikations- und Freundschaftsspielen im Einsatz.
Ende 2023 beendete Ali Sabah seine aktive Schiedsrichterkarriere.